# Terra-Nova-Canyon
Koordinaten: 69° 0′ S, 159° 0′ O
Der Terra-Nova-Canyon ist ein Tiefseegraben in der Somow-See vor der Oates-Küste des ostantarktischen Viktorialands.
Das Advisory Committee on Undersea Features (ACUF) benannte ihn im Juni 1988 in Anlehnung an die Benennung der Terra Nova Islands.